# كاتدرائية الأربعين شهيدا (حمص)
كاتدرائية الأربعين شهيدَا هي واحدة من الكاتدرائيات في مدينة حمص، وهي مقر مطرانية الروم الأرثوذكس في المدينة بسوريا.